# SAS-2
SAS-2 (или SAS-B) — второй спутник из программы НАСА малых астрономических спутников (SAS). Спутник был предназначен для изучения неба в гамма-лучах (диапазон энергий 20 МэВ - 1 ГэВ).
Главный инструмент спутника — гамма-телескоп — был произведён в Центре космических полётов Годдарда НАСА (GSFC/NASA), под руководством Карла Фихтеля (Fichtel C.E). 
В процессе подготовки к запуску гамма-телескопа обсерватории SAS-2 была проведена интенсивная программа калибровок. Для калибровок в диапазоне энергий 20-114 МэВ использовались возможности синхротронного ускорителя SURF III государственного бюро стандардов США (National Bureau of Standards, NBS) в Гетербурге, штат Мэрилэнд. Для калибровки работы инструмента в диапазоне энергий 200—1000 МэВ использовался электронный синхротрон PETRA в Гамбурге (ФРГ).
Спутник имел приблизительно цилиндрическую форму диаметром 59 см и длиной 135 см. Четыре солнечных панели давали энергию для работы аппаратуры спутника и заряжали никель-кадмиевые аккумуляторы. Стабилизация спутника осуществлялась вращением вокруг своей оси с периодом около 12 минут, для варьирования ориентации оси вращения спутника использовались магнитные катушки, которые взаимодействовали с магнитным полем Земли, и могли направить ось аппарат в определенную точку неба с точностью около 1 градуса. Данные телескопа записывались на магнитный носитель со скоростью около 1000 бит в секунду. Данные одновременно с записью на магнитный носитель могли передаваться на Землю. Воспроизведение и передача данных, накопленных за орбиту, занимало около 5 минут.
Единственным инструментом обсерватории SAS-2 был гамма-телескоп, представляющий собой магнитную искровую камеру. Рабочий диапазон энергий инструмента 20 МэВ — 1 ГэВ, эффективная площадь 540 см².
Телескоп был включен 20 ноября 1972 года и начал работу в штатном режиме с 27 ноября 1972. 
Система подачи напряжения телескопа вышла из строя 8 июня 1973 года, после чего получение научных данных с инструмента стало невозможным.

## Основные результаты
- Впервые получены профили поверхностной яркости Галактики в гамма-лучах. Впервые проведены сравнения яркости Галактики в гамма-лучах с распределением межзвёздной среды, что позволило подтвердить гипотезу о том, что галактическое гамма-излучение являются в основном в результате взаимодействия космических лучей высоких энергий с межзвёздным веществом[2]
- Получены наилучшие на тот момент измерения (внегалактического) космического фона в гамма лучах[3]
- Открыто гамма излучение от пульсара Геминга

## Другие спутники программы SAS
- SAS-1(Uhuru)
- SAS-3